# Тунелен диод
Тунелен диод е диод, при който се използва тунелния ефект, който се обяснява от квантовата механика.

## Свойства и приложение
От схемотехническа гледна точка тунелният диод е елемент с два извода, който на волт-амперната си характеристика има падащ участък, тоест, такъв с отрицателно съпротивление. Поради това с тези диоди могат да се правят усилватели, генератори и превключващи схеми. Този участък е при напрежение под половин волт, поради което те се нуждаят от много малко напрежение и мощност. Това е предимство в някои случаи, но ограничава приложението им.

## Тунелен ефект
Тунелният ефект представлява преминаване на електрони през потенциална бариера, чиято височина е по-голяма от собствената енергия на електроните. Такова преминаване е възможно, когато широчината на прехода е достатъчно малка, съизмерима с междуатомните разстояния. Тогава електроните, които се движат по своята орбита, може да се окажат на разстояние от атомното ядро, по-голямо от широчината на прехода. По такъв начин те преодоляват бариерата сякаш през тунел, независимо, че енергията им е по-малка от височината на потенциалната бариера (при преодоляването на бариерата електроните не преминават през нея - поради неопределеността на местоположението им, дължащо се на вълновата им природа, електроните имат вероятността да се намират в точка, намираща се от другата страна на потенциалната бариера).
Тунелните диоди са плоскостни диоди със силно легирани (с голяма концентрация на примеси) Р и N области. При тези условия се създава PN преход с много малка широчина и голям интензитет на електрическото поле. Тези особености на прехода създават възможност да се проявява тунелният ефект.